# Harvey Smith
Harvey Smith (Austin, 1966) é um designer de jogos eletrônicos. Smith já fez palestras em diversos locais pelo mundo engoblando tópicos como level design, jogabilidade emergente, liderança, estudos de unidade de jogos, futuras tendências e narração interativa. na Game Developers Conference de 2006, Smith recebeu a premiação "Game Designer's Challenge: Nobel Peace Prize", por seu design de um jogo eletrônico portátil que facilita ações políticas sociais.

## Carreira
Em Austin, Texas, Smith trabalhou nas empresas Origin Systems, Multitude e Ion Storm Inc.. Em 29 de novembro de 2007, Harvey Smith, trabalhando como designer do jogo BlackSite: Area 51, apareceu publicamente para anunciar a tragédia em que se encontrava o itinerário do desenvolvimento do jogo. Ele afirmou que as críticas em relação ao título tiveram a sua causa principal o agendamento precoce de seu lançamento, o que fez o jogo não poder ter sido testado apropriadamente. Fazer este comentário o fez perder seu emprego. Em 30 de novembro de 2007, foi confirmado pela Midway Games, através de um acordo mútuo, que Harvey Smith deixou a Midway. Harvey está atualmente trabalhando na empresa francesa Arkane Studios, e auxiliou no desenvolvimento de Dishonored, título de 2012.

## Trabalhos
| Ano  | Título                            | Plataforma                                                     | Crédito(s)                       |
| ---- | --------------------------------- | -------------------------------------------------------------- | -------------------------------- |
| 1995 | CyberMage: Darklight Awakening    | MS-DOS                                                         | Projetista, roteirista           |
| 1998 | FireTeam                          | Microsoft Windows                                              | Projetista                       |
| 2000 | Deus Ex                           | Microsoft Windows                                              | Projetista sênior                |
| 2003 | Deus Ex: Invisible War            | Microsoft Windows, Xbox                                        | Diretor                          |
| 2004 | Thief: Deadly Shadows             | Microsoft Windows, Xbox                                        | Projetista adicional             |
| 2005 | Area 51                           | PlayStation 2, Xbox                                            | Projetista adicional, roteirista |
| 2007 | BlackSite: Area 51                | Microsoft Windows, Xbox 360                                    | Projetista                       |
| 2012 | Dishonored                        | Microsoft Windows, PlayStation 3, Xbox 360                     | Diretor, roteirista              |
| 2016 | Dishonored 2                      | Microsoft Windows, PlayStation 4, Xbox One                     | Diretor                          |
| 2017 | Dishonored: Death of the Outsider | Microsoft Windows, PlayStation 4, Xbox One                     | Diretor                          |
| 2023 | Redfall                           | Xbox Series X e Series S, Xbox Cloud Gaming, Microsoft Windows | Diretor                          |